# باشگاه فوتبال تراکتورسازی تبریز در فصل ۹۲–۱۳۹۱
فصل ۹۲-۱۳۹۱، پنجمین فصل، حضور باشگاه فوتبال تراکتورسازی تبریز در لیگ برتر فوتبال ایران است که چهارمین فصل حضور متوالی این تیم در سطح اول فوتبال ایران به حساب می‌آید.
- تراکتورسازی تبریز با ۳۴۱٫۰۰۰ تماشاگر در طول فصل به عنوان پرتماشاگرترین تیم لیگ انتخاب شد. تراکتور چهارمین بار پیاپی است که پرتماشاگرترین تیم انتخاب می‌شود

تراکتورسازی در این فصل عنوان نایب‌قهرمانی لیگ برتر ایران را کسب کرد. طبق آمار تفکیکی دو نیم‌فصل لیگ، تراکتورسازی در نیم‌فصل نخست با کسب ۲۸ امتیاز در جایگاه ۶ام لیگ ایستاده و در نیم‌فصل دوم نیز با ۳۷ امتیاز قهرمان نیم‌فصل دوم لیگ برتر شد.
این باشگاه همچنین در جام حذفی نیز به رقابت پرداخت که در دور یک‌هشتم پایانی این جام، با قبول شکست در ضربات پنالتی در برابر باشگاه داماش، از دور رقابت‌ها حذف شد. در لیگ قهرمانان آسیا نیز نتوانست از گروه خود صعود کند.
در این فصل، تونی اولیویرا از نخستین بازی تراکتورسازی سرمربی باشگاه بوده و در ۲ هفته مانده به پایان فصل از تیم اخراج شد؛ تا این که حسن آذرنیا، سرپرست تیم، در ۲ بازی باقی‌مانده لیگ، به صورت موقت وظیفه سرمربی‌گری تراکتورسازی را بر عهده گرفت. محمدحسین جعفری نیز در طول فصل مدیرعامل باشگاه بوده و در فاصله ۱ هفته مانده تا پایان بازی‌های لیگ، از این سمت استعفا داده و حمید زینی‌زاده به عنوان سرپرست باشگاه منصوب شد.
فصل ۹۲-۹۱، ۴۲ومین سال فعالیت باشگاه تراکتورسازی در رشته فوتبال محسوب می‌شود.

## بازیکنان

### فهرست بازیکنان
مطابق با آیین‌نامه نقل و انتقالات لیگ برتر در فصل ۹۲-۱۳۹۱، باشگاه‌های لیگ برتری مجاز به استفاده از ۲۱ بازیکن بزرگسال، ۶ بازیکن زیر ۲۳ سال، ۵ بازیکن زیر ۲۱ سال و ۳ بازیکن زیر ۱۹ سال می‌باشند. در این میان هر تیم می‌تواند از ۴ بازیکن خارجی، شامل حداقل یک بازیکن آسیایی، استفاده کند.
فهرست بازیکنان باشگاه فوتبال تراکتورسازی در فصل ۹۲-۱۳۹۱ به شرح زیر است:
| شماره |        | نقش       | بازیکن            |
| ----- | ------ | --------- | ----------------- |
| ۱     | ایران  | دروازه‌بان | محسن فروزان       |
| ۲     | ایران  | مدافع     | محمد ایران‌پوریان  |
| ۳     | ایران  | هافبک     | فردین عابدینی     |
| ۴     | ایران  | دفاع      | حبیب گردانی       |
| ۵     | ایران  | هافبک     | قاسم دهنوی        |
| ۶     | ایران  | هافبک     | مهدی کیانی        |
| ۷     | ایران  | هافبک     | مهدی کریمیان      |
| ۸     | ایران  | مدافع     | مرتضی اسدی        |
| ۹     | ایران  | مهاجم     | جواد کاظمیان      |
| ۱۰    | پرتغال | مهاجم     | فلاویو لوپز       |
| ۱۱    | ایران  | مهاجم     | محمد ابراهیمی     |
| ۱۲    | ایران  | دروازه‌بان | مهدی ثابتی        |
| ۱۳    | ایران  | مهاجم     | مسعود ابراهیم‌زاده |
| ۱۴    | ایران  | مدافع     | محسن حسینی        |
| ۱۶    | ایران  | مدافع     | مصطفی اکرامی      |

| شماره |       | نقش       | بازیکن           |
| ----- | ----- | --------- | ---------------- |
| ۱۷    | ایران | هافبک     | علی‌رضا جلیلی     |
| ۱۸    | برزیل | مهاجم     | گیلسون سوآرز     |
| ۲۰    | ایران | مدافع     | محمد نصرتی       |
| ۲۱    | برزیل | مهاجم     | جاناتان پریرا    |
| ۲۳    | ایران | مهاجم     | مهدی سیدصالحی    |
| ۲۶    | ایران | هافبک     | محمد عبادزاده    |
| ۲۷    | ایران | هافبک     | مهدی قریشی       |
| ۲۹    | ایران | مدافع     | نوید خوش‌هوا      |
| ۳۱    | ایران | مدافع     | ابراهیم عابدنژاد |
| ۳۲    | ایران | مدافع     | علی طالبی        |
| ۳۳    | ایران | مدافع     | محمدعلی رمضانیان |
| ۳۴    | ایران | مدافع     | میلاد فخرالدینی  |
| ۳۷    | ایران | دفاع      | فیروز پاشاپور    |
| ۳۸    | ایران | دفاع      | مسعود باغ‌آبادی   |
| ۴۰    | ایران | دروازه‌بان | عقیل اعتمادی     |

## نقل‌وانتقالات باشگاه

### تابستان (۲۳ اردیبهشت تا ۱۷ تیر)
| شماره |        | نقش   | بازیکن                              |
| ----- | ------ | ----- | ----------------------------------- |
| ۱۸    | پرتغال | هافبک | ژوآئو ویللا (از ژیل ویسنته)         |
| ۹     | پرتغال | مهاجم | آنسلمو کاردوسو (از ناسیونال)        |
| ۲     | ایران  | هافبک | محمد ایران‌پوریان (از شهرداری تبریز) |
| ۲۰    | ایران  | مدافع | محمد نصرتی (از پرسپولیس)            |
| ۲۳    | ایران  | مهاجم | سید مهدی سیدصالحی (از سپاهان)       |
| ۷     | ایران  | هافبک | مهدی کریمیان (از سپاهان)            |
| ۲۷    | ایران  | مدافع | مهدی قریشی (از فولاد یزد)           |
| ۲۶    | ایران  | مدافع | محمد عبادزاده (از استیل آذین)       |
| ۵     | ایران  | مدافع | قاسم دهنوی (از مس کرمان)            |
| ۱۷    | ایران  | مدافع | علی‌رضا جلیلی (از گهر زاگرس)         |

| شماره |        | نقش   | بازیکن                              |
| ----- | ------ | ----- | ----------------------------------- |
| ۱۸    | پرتغال | هافبک | ژوآئو ویللا (از ژیل ویسنته)         |
| ۹     | پرتغال | مهاجم | آنسلمو کاردوسو (از ناسیونال)        |
| ۲     | ایران  | هافبک | محمد ایران‌پوریان (از شهرداری تبریز) |
| ۲۰    | ایران  | مدافع | محمد نصرتی (از پرسپولیس)            |
| ۲۳    | ایران  | مهاجم | سید مهدی سیدصالحی (از سپاهان)       |
| ۷     | ایران  | هافبک | مهدی کریمیان (از سپاهان)            |
| ۲۷    | ایران  | مدافع | مهدی قریشی (از فولاد یزد)           |
| ۲۶    | ایران  | مدافع | محمد عبادزاده (از استیل آذین)       |
| ۵     | ایران  | مدافع | قاسم دهنوی (از مس کرمان)            |
| ۱۷    | ایران  | مدافع | علی‌رضا جلیلی (از گهر زاگرس)         |

| شماره |       | نقش   | بازیکن                          |
| ----- | ----- | ----- | ------------------------------- |
| ۲۳    | ایران | هافبک | قاسم حدادی‌فر (بازگشت به ذوب‌آهن) |
| ۲۰    | برزیل | هافبک | رودریگو توسی (استقلال)          |
| ۱۰    | ایران | مهاجم | سیاوش اکبرپور (به استقلال)      |
| ۲     | ایران | مدافع | امیرحسین صادقی (به استقلال)     |
|       | ایران | هافبک | بهرام دباغ (به پیکان)           |
| ۷     | ایران | هافبک | فرزاد آشوبی (به راه‌آهن)         |
| ۹     | ایران | مهاجم | علی علی‌زاده (به شهرداری تبریز)  |
| ۲۱    | ایران | هافبک | سیامک سرلک (به گهر زاگرس)       |
| ۴     | ایران | مدافع | احمد آل‌نعمه (به نفت تهران)      |

| شماره |       | نقش   | بازیکن                          |
| ----- | ----- | ----- | ------------------------------- |
| ۲۳    | ایران | هافبک | قاسم حدادی‌فر (بازگشت به ذوب‌آهن) |
| ۲۰    | برزیل | هافبک | رودریگو توسی (استقلال)          |
| ۱۰    | ایران | مهاجم | سیاوش اکبرپور (به استقلال)      |
| ۲     | ایران | مدافع | امیرحسین صادقی (به استقلال)     |
|       | ایران | هافبک | بهرام دباغ (به پیکان)           |
| ۷     | ایران | هافبک | فرزاد آشوبی (به راه‌آهن)         |
| ۹     | ایران | مهاجم | علی علی‌زاده (به شهرداری تبریز)  |
| ۲۱    | ایران | هافبک | سیامک سرلک (به گهر زاگرس)       |
| ۴     | ایران | مدافع | احمد آل‌نعمه (به نفت تهران)      |

### زمستان (۱۴ آذر تا ۲ دی)
| شماره |       | نقش       | بازیکن                            |
| ----- | ----- | --------- | --------------------------------- |
| ۱۸    | برزیل | مهاجم     | گیلسون سوآرز (بازیکن آزاد)        |
| ۲۱    | برزیل | مهاجم     | جاناتان پریرا (از شریف تیراسپول)  |
| ۹     | ایران | مهاجم     | جواد کاظمیان (از پرسپولیس)        |
| ۴     | ایران | مدافع     | حبیب گردانی (از شهرداری تبریز)    |
| ۳۳    | ایران | دروازه‌بان | محمدعلی رمضانیان (از تیم‌های پایه) |
| ۳۷    | ایران | مدافع     | فیروز پاشاپور (از تیم‌های پایه)    |
| ۳۸    | ایران | مدافع     | مسعود باغ‌آبادی (از تیم‌های پایه)   |

| شماره |       | نقش       | بازیکن                            |
| ----- | ----- | --------- | --------------------------------- |
| ۱۸    | برزیل | مهاجم     | گیلسون سوآرز (بازیکن آزاد)        |
| ۲۱    | برزیل | مهاجم     | جاناتان پریرا (از شریف تیراسپول)  |
| ۹     | ایران | مهاجم     | جواد کاظمیان (از پرسپولیس)        |
| ۴     | ایران | مدافع     | حبیب گردانی (از شهرداری تبریز)    |
| ۳۳    | ایران | دروازه‌بان | محمدعلی رمضانیان (از تیم‌های پایه) |
| ۳۷    | ایران | مدافع     | فیروز پاشاپور (از تیم‌های پایه)    |
| ۳۸    | ایران | مدافع     | مسعود باغ‌آبادی (از تیم‌های پایه)   |

| شماره |        | نقش   | بازیکن                   |
| ----- | ------ | ----- | ------------------------ |
| ۲۸    | ایران  | مدافع | احسان حاج‌صفی (به سپاهان) |
| ۲۴    | ایران  | مهاجم | فرزاد حاتمی (به استقلال) |
| ۹     | پرتغال | مهاجم | آنسلمو کاردوزو (آزاد)    |
| ۱۸    | پرتغال | هافبک | ژوآئو ویللا (آزاد)       |

| شماره |        | نقش   | بازیکن                   |
| ----- | ------ | ----- | ------------------------ |
| ۲۸    | ایران  | مدافع | احسان حاج‌صفی (به سپاهان) |
| ۲۴    | ایران  | مهاجم | فرزاد حاتمی (به استقلال) |
| ۹     | پرتغال | مهاجم | آنسلمو کاردوزو (آزاد)    |
| ۱۸    | پرتغال | هافبک | ژوآئو ویللا (آزاد)       |

## مسئولین

### کادر فنی
| سمت                       | نام                                     |
| ------------------------- | --------------------------------------- |
| سرمربی                    | تونی اولیویرا                           |
| دستیار مربی و مربی بدن‌ساز | ویتور فرناندو ده کاروالیو کمپلوس        |
| دستیار مربی               | غلامرضا باغ‌آبادی                        |
| دستیار مربی               | علیرضا پژمان                            |
| مربی دروازه‌بان‌ها          | پائولو ژورژ گریلو                       |
| آنالیزور                  | آنتونیو ژوزه کاردوزو ده اولیویرا        |
| سرپرست                    | حسن آذرنیا                              |
| مدیر اجرایی               | احمد ابهران                             |
| پزشک و فیزیوتراپیست       | هومن ثابت                               |
| فیزیوتراپیست              | حسین عطارنصرتی                          |
| مترجم                     | سجاد وروایی محمد ضابطی امیرهوشنگ مختاری |
| تدارکات                   | جلال نصیری کفال                         |
| تدارکات                   | مجید آقازاده                            |

### مدیران
| سمت          | نام            |
| ------------ | -------------- |
| مدیر عامل    | محمدحسین جعفری |
| مدیر رسانه‌ای | علی علویی      |

## عملکرد تیم در فصل دوازدهم لیگ برتر ایران

### نیم‌فصل نخست
| جدول نتایج تیم تراکتورسازی تبریز در نیم فصل اول فصل دوازدهم لیگ برتر ایران | جدول نتایج تیم تراکتورسازی تبریز در نیم فصل اول فصل دوازدهم لیگ برتر ایران | جدول نتایج تیم تراکتورسازی تبریز در نیم فصل اول فصل دوازدهم لیگ برتر ایران | جدول نتایج تیم تراکتورسازی تبریز در نیم فصل اول فصل دوازدهم لیگ برتر ایران | جدول نتایج تیم تراکتورسازی تبریز در نیم فصل اول فصل دوازدهم لیگ برتر ایران | جدول نتایج تیم تراکتورسازی تبریز در نیم فصل اول فصل دوازدهم لیگ برتر ایران | جدول نتایج تیم تراکتورسازی تبریز در نیم فصل اول فصل دوازدهم لیگ برتر ایران | جدول نتایج تیم تراکتورسازی تبریز در نیم فصل اول فصل دوازدهم لیگ برتر ایران | جدول نتایج تیم تراکتورسازی تبریز در نیم فصل اول فصل دوازدهم لیگ برتر ایران | جدول نتایج تیم تراکتورسازی تبریز در نیم فصل اول فصل دوازدهم لیگ برتر ایران | جدول نتایج تیم تراکتورسازی تبریز در نیم فصل اول فصل دوازدهم لیگ برتر ایران | جدول نتایج تیم تراکتورسازی تبریز در نیم فصل اول فصل دوازدهم لیگ برتر ایران  | جدول نتایج تیم تراکتورسازی تبریز در نیم فصل اول فصل دوازدهم لیگ برتر ایران | جدول نتایج تیم تراکتورسازی تبریز در نیم فصل اول فصل دوازدهم لیگ برتر ایران | جدول نتایج تیم تراکتورسازی تبریز در نیم فصل اول فصل دوازدهم لیگ برتر ایران |
| هفته                                                                       | تاریخ مسابقه                                                               | ساعت برگزاری                                                               | استادیوم                                                                   | میزبان                                                                     | نتیجه                                                                      | مهمان                                                                      | فیلم خلاصه بازی‌ها                                                          | جزئیات بازی‌ها                                                              | داور                                                                       | تماشاگران تراکتور                                                          | گل‌های تراکتور                                                               | کارت‌های تراکتور                                                            | امتیاز                                                                     | رتبه                                                                       |
| -------------------------------------------------------------------------- | -------------------------------------------------------------------------- | -------------------------------------------------------------------------- | -------------------------------------------------------------------------- | -------------------------------------------------------------------------- | -------------------------------------------------------------------------- | -------------------------------------------------------------------------- | -------------------------------------------------------------------------- | -------------------------------------------------------------------------- | -------------------------------------------------------------------------- | -------------------------------------------------------------------------- | --------------------------------------------------------------------------- | -------------------------------------------------------------------------- | -------------------------------------------------------------------------- | -------------------------------------------------------------------------- |
| ۱                                                                          | ۱۳۹۱/۰۴/۳۰                                                                 | ۲۰:۱۵                                                                      | یادگار امام تبریز                                                          | تراکتورسازی                                                                | ۰-۰                                                                        | سایپا                                                                      | فیلم                                                                       | جزئیات                                                                     | حق‌وردی                                                                     | ۴۰٬۰۰۰                                                                     | -                                                                           | حسینی حاج‌صفی                                                               | ۱                                                                          | ۱۱                                                                         |
| ۲                                                                          | ۱۳۹۱/۰۵/۰۴                                                                 | ۲۲:۰۰                                                                      | تختی تهران                                                                 | پیکان                                                                      | ۱-۱                                                                        | تراکتورسازی                                                                | فیلم                                                                       | جزئیات                                                                     | کرمانشاهی                                                                  | ۵٬۰۰۰                                                                      | ۸۲' حاج‌صفی                                                                  | اکرامی                                                                     | ۲                                                                          | ۱۰                                                                         |
| ۳                                                                          | ۱۳۹۱/۰۵/۱۰                                                                 | ۲۲:۰۰                                                                      | یادگار امام تبریز                                                          | تراکتورسازی                                                                | ۱-۲                                                                        | مس                                                                         | فیلم                                                                       | جزئیات                                                                     | مظفری‌زاده                                                                  | ۲۵٬۰۰۰                                                                     | ۸۷' حاتمی · ۳+۹۰' (پنالتی) لوپز                                             | دهنوی · حسینی · جلیلی · فخرالدینی · ابراهیمی                               | ۵                                                                          | ۸                                                                          |
| ۴                                                                          | ۱۳۹۱/۰۵/۱۶                                                                 | ۲۲:۰۰                                                                      | تختی تهران                                                                 | راه‌آهن                                                                     | ۱-۰                                                                        | تراکتورسازی                                                                | فیلم                                                                       | جزئیات                                                                     | قهرمانی                                                                    | ۵٬۰۰۰                                                                      | ۶۸' حاج‌صفی                                                                  | حاتمی                                                                      | ۸                                                                          | ۶                                                                          |
| ۵                                                                          | ۱۳۹۱/۰۵/۲۹                                                                 | ۱۹:۴۰                                                                      | یادگار امام تبریز                                                          | تراکتورسازی                                                                | ۲-۳                                                                        | نفت آبادان                                                                 | فیلم                                                                       | جزئیات                                                                     | فغانی                                                                      | ۴۰٬۰۰۰                                                                     | ۱۱' لوپز · ۲۵' ابراهیمی · ۴+۹۰' (گل به خودی) باقری‌ها                        | -                                                                          | ۱۱                                                                         | ۲                                                                          |
| ۶                                                                          | ۱۳۹۱/۰۶/۰۳                                                                 | ۱۹:۰۰                                                                      | فولادشهر اصفهان                                                            | ذوب‌آهن                                                                     | ۱-۳                                                                        | تراکتورسازی                                                                | فیلم                                                                       | جزئیات                                                                     | حق‌وردی                                                                     | ۴۰۰                                                                        | ۸۹' (پنالتی) ابراهیمی                                                       | -                                                                          | ۱۱                                                                         | ۵                                                                          |
| ۷                                                                          | ۱۳۹۱/۰۶/۰۸                                                                 | ۱۷:۳۰                                                                      | یادگار امام تبریز                                                          | تراکتورسازی                                                                | ۰-۰                                                                        | صبا                                                                        | فیلم                                                                       | جزئیات                                                                     | صالحی                                                                      | ۱۰٬۰۰۰                                                                     | -                                                                           | کیانی                                                                      | ۱۲                                                                         | ۶                                                                          |
| ۸                                                                          | ۱۳۹۱/۰۶/۲۵                                                                 | ۱۸:۴۵                                                                      | تختی بندر انزلی                                                            | ملوان                                                                      | ۱-۱                                                                        | تراکتورسازی                                                                | فیلم                                                                       | جزئیات                                                                     | ترکی                                                                       | ۲٬۰۰۰                                                                      | ۴۷' دهنوی                                                                   | اعتمادی اسدی لوپز                                                          | ۱۳                                                                         | ۷                                                                          |
| ۹                                                                          | ۱۳۹۱/۰۶/۳۱                                                                 | ۱۶:۳۰                                                                      | یادگار امام تبریز                                                          | تراکتورسازی                                                                | ۰-۵                                                                        | گهر                                                                        | فیلم                                                                       | جزئیات                                                                     | زرگر                                                                       | ۱۵٬۰۰۰                                                                     | ۱۶' دهنوی · ۲۶' لوپز · ۴۵' حاتمی · ۶۵' سید صالحی · ۸۹' آنسلمو               | فخرالدینی سیدصالحی                                                         | ۱۶                                                                         | ۴                                                                          |
| ۱۰                                                                         | ۱۳۹۱/۰۷/۰۵                                                                 | ۱۷:۱۵                                                                      | دستغیب شیراز                                                               | فجر                                                                        | ۰-۱                                                                        | تراکتورسازی                                                                | فیلم                                                                       | جزئیات                                                                     | خورشیدی                                                                    | ۱۰۰                                                                        | -                                                                           | حاتمی                                                                      | ۱۶                                                                         | ۵                                                                          |
| ۱۱                                                                         | ۱۳۹۱/۰۷/۱۰                                                                 | ۱۷:۱۵                                                                      | تختی تهران                                                                 | نفت تهران                                                                  | ۱-۱                                                                        | تراکتورسازی                                                                | فیلم                                                                       | جزئیات                                                                     | حق‌وردی                                                                     | ۲٬۰۰۰                                                                      | ۳۵' نصرتی                                                                   | اکرامی حاتمی                                                               | ۱۷                                                                         | ۵                                                                          |
| ۱۲                                                                         | ۱۳۹۱/۰۷/۲۹                                                                 | ۱۵:۰۰                                                                      | یادگار امام تبریز                                                          | تراکتورسازی                                                                | ۰-۲                                                                        | استقلال                                                                    | فیلم                                                                       | جزئیات                                                                     | مظفری‌زاده                                                                  | ۵۰٬۰۰۰                                                                     | ۳۹' لوپز · ۱+۹۰' فخرالدینی                                                  | نصرتی کیانی                                                                | ۲۰                                                                         | ۴                                                                          |
| ۱۳                                                                         | ۱۳۹۱/۰۸/۰۴                                                                 | ۱۶:۰۰                                                                      | فولادشهر اصفهان                                                            | سپاهان                                                                     | ۴-۱                                                                        | تراکتورسازی                                                                | فیلم                                                                       | جزئیات                                                                     | ترکی                                                                       | ۳٬۰۰۰                                                                      | ۱۴' سیدصالحی · ۵۴' سیدصالحی · ۶۰' (پنالتی) لوپز · ۱+۹۰' (گل به خودی) اشجاری | دهنوی                                                                      | ۲۳                                                                         | ۱                                                                          |
| ۱۴                                                                         | ۱۳۹۱/۰۸/۰۹                                                                 | ۱۵:۳۰                                                                      | یادگار امام تبریز                                                          | تراکتورسازی                                                                | ۲-۲                                                                        | داماش                                                                      | فیلم                                                                       | جزئیات                                                                     | قهرمانی                                                                    | ۲۵٬۰۰۰                                                                     | ۲۲' کریمیان · ۸۵' ابراهیمی                                                  | ابراهیمی حاج‌صفی                                                            | ۲۴                                                                         | ۳                                                                          |
| ۱۵                                                                         | ۱۳۹۱/۰۸/۲۸                                                                 | ۱۶:۴۰                                                                      | تختی اهواز                                                                 | فولاد                                                                      | ۲-۳                                                                        | تراکتورسازی                                                                | فیلم                                                                       | جزئیات                                                                     | جهانبازی                                                                   | ۱٬۰۰۰                                                                      | ۷۹' حاتمی · ۸۸' حاج صفی                                                     | نصرتی دهنوی                                                                | ۲۴                                                                         | ۴                                                                          |
| ۱۶                                                                         | ۱۳۹۱/۰۹/۰۸                                                                 | ۱۵:۰۰                                                                      | یادگار امام تبریز                                                          | تراکتورسازی                                                                | ۱-۱                                                                        | آلومینیوم                                                                  | فیلم                                                                       | جزئیات                                                                     | خورشیدی                                                                    | ۱۰٬۰۰۰                                                                     | ۷۳' حاج‌صفی                                                                  | -                                                                          | ۲۵                                                                         | ۶                                                                          |
| ۱۷                                                                         | ۱۳۹۱/۰۹/۱۳                                                                 | ۱۷:۳۰                                                                      | آزادی تهران                                                                | پرسپولیس                                                                   | ۱-۰                                                                        | تراکتورسازی                                                                | فیلم                                                                       | جزئیات                                                                     | مظفری‌زاده                                                                  | ۸٬۰۰۰                                                                      | ۷۷' سیدصالحی                                                                | اسدی نصرتی                                                                 | ۲۸                                                                         | ۶                                                                          |
|                                                                            |                                                                            |                                                                            |                                                                            |                                                                            |                                                                            |                                                                            |                                                                            |                                                                            |                                                                            | میانگین هر بازی ۱۴۲۱۰                                                      | ۲۷                                                                          | ۲۷ ۱ ۰                                                                     | ۲۸                                                                         | ۶                                                                          |

### نیم‌فصل دوم
| جدول نتایج تیم تراکتورسازی تبریز در نیم فصل دوم فصل دوازدهم لیگ برتر ایران | جدول نتایج تیم تراکتورسازی تبریز در نیم فصل دوم فصل دوازدهم لیگ برتر ایران | جدول نتایج تیم تراکتورسازی تبریز در نیم فصل دوم فصل دوازدهم لیگ برتر ایران | جدول نتایج تیم تراکتورسازی تبریز در نیم فصل دوم فصل دوازدهم لیگ برتر ایران | جدول نتایج تیم تراکتورسازی تبریز در نیم فصل دوم فصل دوازدهم لیگ برتر ایران | جدول نتایج تیم تراکتورسازی تبریز در نیم فصل دوم فصل دوازدهم لیگ برتر ایران | جدول نتایج تیم تراکتورسازی تبریز در نیم فصل دوم فصل دوازدهم لیگ برتر ایران | جدول نتایج تیم تراکتورسازی تبریز در نیم فصل دوم فصل دوازدهم لیگ برتر ایران | جدول نتایج تیم تراکتورسازی تبریز در نیم فصل دوم فصل دوازدهم لیگ برتر ایران | جدول نتایج تیم تراکتورسازی تبریز در نیم فصل دوم فصل دوازدهم لیگ برتر ایران | جدول نتایج تیم تراکتورسازی تبریز در نیم فصل دوم فصل دوازدهم لیگ برتر ایران | جدول نتایج تیم تراکتورسازی تبریز در نیم فصل دوم فصل دوازدهم لیگ برتر ایران | جدول نتایج تیم تراکتورسازی تبریز در نیم فصل دوم فصل دوازدهم لیگ برتر ایران | جدول نتایج تیم تراکتورسازی تبریز در نیم فصل دوم فصل دوازدهم لیگ برتر ایران | جدول نتایج تیم تراکتورسازی تبریز در نیم فصل دوم فصل دوازدهم لیگ برتر ایران |
| هفته                                                                       | تاریخ مسابقه                                                               | ساعت برگزاری                                                               | استادیوم                                                                   | میزبان                                                                     | نتیجه                                                                      | مهمان                                                                      | فیلم خلاصه بازی‌ها                                                          | جزئیات بازی‌ها                                                              | داور                                                                       | تماشاگران تراکتور                                                          | گل‌های تراکتور                                                              | کارت‌های تراکتور                                                            | امتیاز                                                                     | رتبه                                                                       |
| -------------------------------------------------------------------------- | -------------------------------------------------------------------------- | -------------------------------------------------------------------------- | -------------------------------------------------------------------------- | -------------------------------------------------------------------------- | -------------------------------------------------------------------------- | -------------------------------------------------------------------------- | -------------------------------------------------------------------------- | -------------------------------------------------------------------------- | -------------------------------------------------------------------------- | -------------------------------------------------------------------------- | -------------------------------------------------------------------------- | -------------------------------------------------------------------------- | -------------------------------------------------------------------------- | -------------------------------------------------------------------------- |
| ۱۸                                                                         | ۱۳۹۱/۱۰/۰۶                                                                 | ۱۵:۰۰                                                                      | انقلاب کرج                                                                 | سایپا                                                                      | ۲-۲                                                                        | تراکتورسازی                                                                | فیلم                                                                       | جزئیات                                                                     | قهرمانی                                                                    | ۳٬۰۰۰                                                                      | ۵۰' خوش‌هوا · ۵۱' سیدصالحی                                                  | ابراهیمی                                                                   | ۲۹                                                                         | ۵                                                                          |
| ۱۹                                                                         | ۱۳۹۱/۱۰/۱۱                                                                 | ۱۵:۰۰                                                                      | یادگار امام تبریز                                                          | تراکتورسازی                                                                | ۰-۱                                                                        | پیکان                                                                      | فیلم                                                                       | جزئیات                                                                     | حق‌وردی                                                                     | ۱۷،۰۰۰                                                                     | ۸' (پنالتی) لوپز                                                           | -                                                                          | ۳۲                                                                         | ۳                                                                          |
| ۲۰                                                                         | ۱۳۹۱/۱۰/۱۶                                                                 | ۱۵:۰۰                                                                      | باهنر کرمان                                                                | مس                                                                         | ۳-۱                                                                        | تراکتورسازی                                                                | فیلم                                                                       | جزئیات                                                                     | فغانی                                                                      | ۲۰۰                                                                        | ۱۶' سیدصالحی · ۳۵' سیدصالحی · ۵۳' کاظمیان                                  | کاظمیان                                                                    | ۳۵                                                                         | ۳                                                                          |
| ۲۱                                                                         | ۱۳۹۱/۱۰/۲۴                                                                 | ۱۵:۳۰                                                                      | یادگار امام تبریز                                                          | تراکتورسازی                                                                | ۰-۳                                                                        | راه‌آهن                                                                     | فیلم                                                                       | جزئیات                                                                     | مظفری‌زاده                                                                  | ۱۵،۰۰۰                                                                     | ۴۶' لوپز · ۴۸' سیدصالحی · ۶۱' سیدصالحی                                     | اکرامی                                                                     | ۳۸                                                                         | ۳                                                                          |
| ۲۲                                                                         | ۱۳۹۱/۱۰/۲۹                                                                 | ۱۵:۳۰                                                                      | تختی آبادان                                                                | نفت آبادان                                                                 | ۱-۰                                                                        | تراکتورسازی                                                                | فیلم                                                                       | جزئیات                                                                     | خورشیدی                                                                    | ۱۰۰                                                                        | ۵۱' سیدصالحی                                                               | لوپز                                                                       | ۴۱                                                                         | ۳                                                                          |
| ۲۳                                                                         | ۱۳۹۱/۱۱/۰۵                                                                 | ۱۵:۳۰                                                                      | یادگار امام تبریز                                                          | تراکتورسازی                                                                | ۱-۱                                                                        | ذوب‌آهن                                                                     | فیلم                                                                       | جزئیات                                                                     | زرگر                                                                       | ۳۵،۰۰۰                                                                     | ۲۳' لوپز                                                                   | -                                                                          | ۴۲                                                                         | ۳                                                                          |
| ۲۴                                                                         | ۱۳۹۱/۱۱/۱۰                                                                 | ۱۵:۳۰                                                                      | یادگار امام قم                                                             | صبا                                                                        | ۰-۰                                                                        | تراکتورسازی                                                                | فیلم                                                                       | جزئیات                                                                     | قهرمانی                                                                    | ۲،۰۰۰                                                                      | -                                                                          | لوپز                                                                       | ۴۳                                                                         | ۳                                                                          |
| ۲۵                                                                         | ۱۳۹۱/۱۱/۲۰                                                                 | ۱۵:۳۰                                                                      | یادگار امام تبریز                                                          | تراکتورسازی                                                                | ۰-۱                                                                        | ملوان                                                                      | فیلم                                                                       | جزئیات                                                                     | اکبریان                                                                    | ۴۰،۰۰۰                                                                     | ۶۳' کاظمیان                                                                | کاظمیان نصرتی                                                              | ۴۶                                                                         | ۳                                                                          |
| ۲۶                                                                         | ۱۳۹۱/۱۱/۲۹                                                                 | ۱۵:۰۰                                                                      | تختی دورود                                                                 | گهر                                                                        | ۲-۱                                                                        | تراکتورسازی                                                                | فیلم                                                                       | جزئیات                                                                     | خورشیدی                                                                    | ۱۰                                                                         | ۵۶' کاظمیان · ۶۳' سیدصالحی                                                 | سیدصالحی اکرامی                                                            | ۴۹                                                                         | ۲                                                                          |
| ۲۷                                                                         | ۱۳۹۱/۱۲/۰۳                                                                 | ۱۶:۰۰                                                                      | یادگار امام تبریز                                                          | تراکتورسازی                                                                | ۱-۳                                                                        | فجر                                                                        | فیلم                                                                       | جزئیات                                                                     | حق‌وردی                                                                     | ۲۰،۰۰۰                                                                     | ۲۹' (پنالتی) لوپز · ۸۴' سیدصالحی · ۸۷' (پنالتی) لوپز                       | ایرانپوریان                                                                | ۵۲                                                                         | ۲                                                                          |
| ۲۸                                                                         | ۱۳۹۱/۱۲/۱۴                                                                 | ۱۶:۰۰                                                                      | یادگار امام تبریز                                                          | تراکتورسازی                                                                | ۱-۲                                                                        | نفت تهران                                                                  | فیلم                                                                       | جزئیات                                                                     | قهرمانی                                                                    | ۱۰،۰۰۰                                                                     | ۳۴' سیدصالحی · ۳۶' کاظمیان                                                 | فلاویو                                                                     | ۵۵                                                                         | ۲                                                                          |
| ۲۹                                                                         | ۱۳۹۱/۱۲/۱۸                                                                 | ۱۷:۳۰                                                                      | آزادی تهران                                                                | استقلال                                                                    | ۰-۱                                                                        | تراکتورسازی                                                                | فیلم                                                                       | جزئیات                                                                     | مظفری‌زاده                                                                  | ۳۰،۰۰۰                                                                     | -                                                                          | دهنوی                                                                      | ۵۵                                                                         | ۳                                                                          |
| ۳۰                                                                         | ۱۳۹۱/۱۲/۲۸                                                                 | ۱۵:۳۰                                                                      | یادگار امام تبریز                                                          | تراکتورسازی                                                                | ۳-۱                                                                        | سپاهان                                                                     | فیلم                                                                       | جزئیات                                                                     | فغانی                                                                      | ۴۰٫۰۰۰                                                                     | ۸۸' گیلسون                                                                 | نصرتی کریمیان                                                              | ۵۵                                                                         | ۳                                                                          |
| ۳۱                                                                         | ۱۳۹۲/۱/۸                                                                   | ۱۷:۰۰                                                                      | عضدی رشت                                                                   | داماش                                                                      | ۲-۱                                                                        | تراکتورسازی                                                                | فیلم                                                                       | جزئیات                                                                     | حاجی‌پور                                                                    | ۱٫۰۰۰                                                                      | ۱۹' ابراهیم‌زاده · ۲۵' سیدصالحی                                             | کاظمیان نصرتی                                                              | ۵۸                                                                         | ۳                                                                          |
| ۳۲                                                                         | ۱۳۹۲/۱/۲۶                                                                  | ۱۹:۰۰                                                                      | یادگار امام تبریز                                                          | تراکتورسازی                                                                | ۱-۱                                                                        | فولاد                                                                      | فیلم                                                                       | جزئیات                                                                     | قهرمانی                                                                    | ۵٫۰۰۰                                                                      | ۷۷' حسینی                                                                  | -                                                                          | ۵۹                                                                         | ۳                                                                          |
| ۳۳                                                                         | ۱۳۹۲/۲/۱۵                                                                  | ۱۷:۴۵                                                                      | خلیج فارس بندرعباس                                                         | آلومینیوم                                                                  | ۲-۱                                                                        | تراکتورسازی                                                                | فیلم                                                                       | جزئیات                                                                     | زرگر                                                                       | ۱۰۰                                                                        | ۱۸' سیدصالحی · ۳۶' کاظمیان                                                 | ابراهیم‌زاده                                                                | ۶۲                                                                         | ۳                                                                          |
| ۳۴                                                                         | ۱۳۹۲/۲/۲۰                                                                  | ۱۷:۴۵                                                                      | یادگار امام تبریز                                                          | تراکتورسازی                                                                | ۱-۳                                                                        | پرسپولیس                                                                   | فیلم                                                                       | جزئیات                                                                     | اکبریان                                                                    | ۲۰،۰۰۰                                                                     | ۳۳' سیدصالحی · ۵۵' کریمیان · ۱+۹۰' گیلسون                                  | کاظمیان ابراهیمی                                                           | ۶۵                                                                         | ۲                                                                          |
|                                                                            |                                                                            |                                                                            |                                                                            |                                                                            |                                                                            |                                                                            |                                                                            |                                                                            |                                                                            | میانگین هر بازی ۱۴۰۵۰                                                      | ۲۸                                                                         | ۱۸ ۰ ۱                                                                     | ۳۷                                                                         | ۲                                                                          |

### آمار نتایج فصل
| نیم فصل | تعداد بازی | برد | تساوی | باخت | گل زده | گل خورده | تفاضل گل | امتیاز | رتبه |
| ------- | ---------- | --- | ----- | ---- | ------ | -------- | -------- | ------ | ---- |
| اول     | ۱۷         | ۷   | ۷     | ۳    | ۲۷     | ۱۷       | ۱۰       | ۲۸     | ۶    |
| دوم     | ۱۷         | ۱۱  | ۴     | ۲    | ۲۸     | ۱۵       | ۱۳       | ۳۷     | ۱    |
| کل      | ۳۴         | ۱۸  | ۱۱    | ۵    | ۵۵     | ۳۲       | ۲۳       | ۶۵     | ۲    |

### جدول رده‌بندی
| رتبه | تیم                   | بازی | برد | مساوی | باخت | زده | خورده | تفاضل | امتیاز | جایگاه                              | توضیحات |
| ---- | --------------------- | ---- | --- | ----- | ---- | --- | ----- | ----- | ------ | ----------------------------------- | ------- |
| ۱    | استقلال (C)           | 34   | 19  | 10    | 5    | 42  | 18    | +24   | 48     | لیگ قهرمانان آسیا ۲۰۱۴ مرحله گروهی  |         |
| ۲    | تراکتورسازی           | 34   | 18  | 11    | 5    | 55  | 32    | +23   | 47     | لیگ قهرمانان آسیا ۲۰۱۴ مرحله گروهی  |         |
| ۳    | سپاهان                | 34   | 19  | 7     | 8    | 60  | 33    | +27   | 45     | لیگ قهرمانان آسیا ۲۰۱۴ مرحله گروهی  |         |
| ۴    | فولاد                 | 34   | 14  | 14    | 6    | 52  | 35    | +17   | 42     | لیگ قهرمانان آسیا ۲۰۱۴ مرحله پلی آف |         |
| ۵    | نفت تهران             | 34   | 14  | 13    | 7    | 42  | 29    | +13   | 41     |                                     |         |
| ۶    | مس کرمان              | 34   | 13  | 14    | 7    | 33  | 22    | +11   | 40     |                                     |         |
| ۷    | پرسپولیس              | 34   | 12  | 14    | 8    | 41  | 31    | +10   | 38     |                                     |         |
| ۸    | راه آهن               | 34   | 12  | 10    | 12   | 32  | 35    | −3    | 34     |                                     |         |
| ۹    | صبای قم               | 34   | 10  | 15    | 9    | 37  | 33    | +4    | 35     |                                     |         |
| ۱۰   | سایپا                 | 34   | 11  | 12    | 11   | 37  | 33    | +4    | 34     |                                     |         |
| ۱۱   | داماش گیلان           | 34   | 11  | 10    | 13   | 36  | 43    | −7    | 32     |                                     |         |
| ۱۲   | فجر سپاسی             | 34   | 10  | 12    | 12   | 42  | 38    | +4    | 32     |                                     |         |
| ۱۳   | ملوان                 | 34   | 9   | 13    | 12   | 34  | 39    | −5    | 31     |                                     |         |
| ۱۴   | ذوب آهن               | 34   | 9   | 11    | 14   | 36  | 40    | −4    | 29     | پلی آف لیگ ۹۲-۹۱                    |         |
| ۱۵   | آلومینیوم هرمزگان (R) | 34   | 7   | 14    | 13   | 26  | 40    | −14   | 28     | سقوط به لیگ آزادگان ۹۳-۹۲           |         |
| ۱۶   | نفت آبادان (R)        | 34   | 4   | 13    | 17   | 31  | 60    | −29   | 21     | سقوط به لیگ آزادگان ۹۳-۹۲           |         |
| ۱۷   | پیکان (R)             | 34   | 6   | 7     | 21   | 26  | 66    | −40   | 19     | سقوط به لیگ آزادگان ۹۳-۹۲           |         |
| ۱۸   | گهر دورود (R)         | 34   | 3   | 10    | 21   | 24  | 59    | −35   | 16     | سقوط به لیگ آزادگان ۹۳-۹۲           |         |

آخرین به روز رسانی جدول ۲۱ اردیبهشت ۱۳۹۲
منبع: http://www.varzesh3.com/
نحوه قرار گرفتن در جدول:1st امتیاز؛ 2nd تفاضل گل؛ 3rd گل زده.
# = رتبه در جدول؛ بازی = تعداد بازی؛ برد = بازیهای برده؛ مساوی = بازیهای مساوی؛ باخت = بازیهای باخته؛ زده = گل زده؛ خورده = گل خورده؛ تفاضل = تفاضل گل؛ امتیاز = امتیاز گرفته؛
(ق) = قهرمان؛ (س) = سقوط کرده؛ (ص) = صعود به رده بالاتر؛ (پ) = رفتن به پلی آف؛ (۱/۴) = رفتن به ۱/۴

## تیم از نگاه آمار

### آمار کلی بازیکنان تراکتور
| شماره پیراهن | نام بازیکن                  | تعداد بازی | بازی ثابت | دقایق بازی | گل | پاس گل | اخطار | اخراج |
| ------------ | --------------------------- | ---------- | --------- | ---------- | -- | ------ | ----- | ----- |
| ۶            | مهدی کیانی                  | ۳۴         | ۳۲        | ۳۰۱۴       | ۰  | ۱      | ۳     | ۰     |
| ۸            | مرتضی اسدی                  | ۳۳         | ۳۳        | ۲۹۷۰       | ۰  | ۰      | ۲     | ۰     |
| ۷            | مهدی کریمیان                | ۳۲         | ۲۸        | ۲۷۵۱       | ۲  | ۳      | ۱     |       |
| ۵            | قاسم دهنوی                  | ۳۱         | ۱۸        | ۲۳۹۰       | ۲  | ۹      | ۳     | ۱     |
| ۱۰           | فلاویو امانوئل لوپز پایشائو | ۳۱         | ۱۲        | ۲۳۷۴       | ۱۰ | ۳      | ۳     | ۰     |
| ۲۰           | محمد نصرتی                  | ۲۷         | ۲۵        | ۲۲۹۸       | ۱  | ۰      | ۶     | ۰     |
| ۲۳           | مهدی سیدصالحی               | ۲۸         | ۱۶        | ۲۲۲۰       | ۱۶ | ۲      | ۱     | ۰     |
| ۱۶           | مصطفی اکرامی                | ۲۵         | ۲۲        | ۲۱۸۵       | ۰  | ۲      | ۴     | ۰     |
| ۱۱           | محمد ابراهیمی               | ۲۸         | ۷         | ۱۸۸۹       | ۳  | ۷      | ۳     | ۱     |
| ۱۲           | مهدی ثابتی                  | ۱۹         | ۱۹        | ۱۷۱۰       | ۰  | ۰      | ۰     | ۰     |
| ۳۴           | میلاد فخرالدینی             | ۲۰         | ۱۷        | ۱۷۰۹       | ۱  | ۰      | ۲     | ۰     |
| ۲            | محمد ایران‌پوریان            | ۱۷         | ۱۳        | ۱۳۴۶       | ۰  | ۱      | ۱     | ۰     |
| ۲۸           | احسان حاج صفی               | ۱۳         | ۱۰        | ۹۴۹        | ۴  | ۶      | ۲     | ۰     |
| ۲۴           | فرزاد حاتمی                 | ۱۵         | ۴         | ۸۵۹        | ۳  | ۲      | ۲     | ۰     |
| ۴۰           | عقیل اعتمادی                | ۹          | ۹         | ۸۱۰        | ۰  | ۱      | ۱     | ۰     |
| ۹            | جواد کاظمیان                | ۱۵         | ؟         | ۷۹۸        | ۵  | ۳      | ۴     | ۰     |
| ۱۴           | محسن حسینی                  | ۱۳         | ۸         | ۷۸۷        | ۱  | ۰      | ۲     | ۰     |
| ۱            | محسن فروزان                 | ۶          | ۶         | ۵۴۰        | ۰  | ۰      | ۰     | ۰     |
| ۱۳           | مسعود ابراهیم زاده          | ۱۹         | ؟         | ۴۶۹        | ۱  | ۱      | ۰     | ۰     |
| ۴            | حبیب گردانی                 | ۵          | ۳         | ۳۴۸        | ۰  | ۲      | ۰     | ۰     |
| ۹            | آنسِلمو گونسالوِز کاردوزو     | ۶          | ۱         | ۳۰۶        | ۱  | ۱      | ۰     | ۰     |
| ۱۸           | گِیلسون ده کاروالیو سوآرز    | ۱۳         | ؟         | ۱۸۱        | ۲  | ۰      | ۰     | ۰     |
| ۲۱           | جاناتان دا سیلوا پِرِیرا      | ۹          | ؟         | ۱۶۴        | ۰  | ۰      | ۰     | ۰     |
| ۱۸           | ژوآئو پِدرو فِرِرا ویلِلا       | ۸          | ؟         | ۱۶۰        | ۰  | ۰      | ۰     | ۰     |
| ۱۷           | علی‌رضا جلیلی                | ۶          | ؟         | ۱۰۹        | ۰  | ۰      | ۱     | ۰     |
| ۳۹           | نوید خوش هوا                | ۲          | ۱         | ۹۳         | ۱  | ۰      | ۰     | ۰     |
| ۳            | فردین عابدینی               | ۲          | ؟         | ۴۳         | ۰  | ۰      | ۰     | ۰     |
| ۲۶           | محمد عبادزاده               | ۱          | ؟         | ۲۰         | ۰  | ۰      | ۰     | ۰     |
| ۳۱           | ابرهیم عابدی نژاد           | ۱          | ؟         | ۱          | ۰  | ۰      | ۰     | ۰     |

## امتیازات
|                      | بازی | برد | مساوی | باخت | زده | خورده | تفاضل | امتیاز |
| -------------------- | ---- | --- | ----- | ---- | --- | ----- | ----- | ------ |
| بازی‌های خانگی        | ۱۷   | ۱۰  | ۶     | ۱    | ۳۱  | ۱۴    | ۱۷    | ۳۶     |
| بازی‌های خارج از خانه | ۱۷   | ۸   | ۵     | ۴    | ۲۴  | ۱۸    | ۶     | ۲۹     |

## فراوانی گل‌ها
| فراوانی گل ها | ۰–۱۵ | ۱۶–۳۰ | ۳۱–۴۵ | ۴۶–۶۰ | ۶۱–۷۵ | ۷۶–۹۰ |
| ------------- | ---- | ----- | ----- | ----- | ----- | ----- |
| گل‌های زده     | ۵    | ۸     | ۸     | ۱۲    | ۶     | ۱۶    |
| گل‌های خورده   | ۷    | ۳     | ۳     | ۸     | ۷     | ۴     |

## نحوه بیشترین گل‌های زده
| ارسال از سمت چپ | ارسال از سمت راست | پاس در عمق | شوت  | پنالتی | کرنر و پاس عرضی |
| --------------- | ----------------- | ---------- | ---- | ------ | --------------- |
| ۱۲ گل           | ۶ گل              | ۷ گل       | ۸ گل | ۶ گل   | ۳ گل            |

## نحوه بیشترین گل‌های خورده
| ارسال از سمت چپ | ایستگاهی | پاس در عمق | شوت  | کرنر |
| --------------- | -------- | ---------- | ---- | ---- |
| ۶ گل            | ۳ گل     | ۶ گل       | ۷ گل | ۲ گل |

- تعداد گل‌های زده در دقایق ۹۰+: ۵ گل
- تعداد گل‌های دریافتی در دقایق ۹۰+: ۱ گل

## داوران بازی‌های خانگی
- سعید مظفری‌زاده، محسن قهرمانی، تورج حق وردی؛ ۳ بازی
- علیرضا فغانی، حسین زرگر، اکبریان؛ ۲ بازی
- احمد صالحی، اشکان خورشیدی؛ ۱ بازی

## کمک داوران بازی‌های خانگی
- آرمان اسعدی؛ ۴
- الوندی؛ ۳
- بهرام کیانی، تورج عیوض محمدی، محمد منصوری، رضا سخندان، رسول فروغی، سخاوت سلیمان نژاد، سعید علی نژادیان؛ ۲
- حسن کامرانی فر، بابک رفعتی، علیرضا ایلدروم، فراهانی، ابوالفضبی، ظهیری، طوسی، ویشگاهی، حسین طالقانی، میرزابیگی، فریمانی؛ ۱ بازی

## گل‌ها
| رتبه          | بازیکن                 | گل‌ها |
| ------------- | ---------------------- | ---- |
| ۱             | سید مهدی سید صالحی     | ۱۶   |
| ۲             | فلاویو لوپز            | ۱۰   |
| ۳             | جواد کاظمیان           | ۵    |
| ۴             | احسان حاج‌صفی           | ۴    |
| ۵             | محمد ابراهیمی          | ۳    |
| ۵             | فرزاد حاتمی            | ۳    |
| ۶             | قاسم دهنوی             | ۲    |
| ۶             | مهدی کریمیان           | ۲    |
| ۶             | گیلسون سوآرز           | ۲    |
| ۶             | آنسلمو کاردوزو         | ۱    |
| ۶             | محمد نصرتی             | ۱    |
| ۶             | میلاد فخرالدینی        | ۱    |
| ۶             | نوید خوش هوا           | ۱    |
| ۶             | مسعود ابراهیم‌زاده      | ۱    |
| ۶             | محسن حسینی             | ۱    |
| _             | گل به خودی تیم‌های حریف | ۲    |
| _             | شکست فنی               | ۰    |
| کل گل ها      | کل گل ها               | ۵۵   |
| کل بازی ها    | کل بازی ها             | ۳۴   |
| میانگین گل ها | میانگین گل ها          | ۱٫۶۲ |

## کارت‌ها
| رتبه          | بازیکن            | کارت زرد | کارت زرد دوم | کارت قرمز | مجموع |
| ------------- | ----------------- | -------- | ------------ | --------- | ----- |
| ۱             | محمد نصرتی        | ۶        | ۰            | ۰         | ۶     |
| ۲             | قاسم دهنوی        | ۴        | ۱            | ۰         | ۵     |
| ۲             | مصطفی اکرامی      | ۵        | ۰            | ۰         | ۵     |
| ۲             | محمد ابراهیمی     | ۳        | ۰            | ۱         | ۵     |
| ۵             | جواد کاظمیان      | ۴        | ۰            | ۰         | ۴     |
| ۷             | فلاویو لوپز       | ۳        | ۰            | ۰         | ۳     |
| ۷             | فرزاد حاتمی       | ۳        | ۰            | ۰         | ۳     |
| ۱۳            | محسن حسینی        | ۲        | ۰            | ۰         | ۲     |
| ۱۳            | احسان حاج صفی     | ۲        | ۰            | ۰         | ۲     |
| ۱۳            | میلاد فخرالدینی   | ۲        | ۰            | ۰         | ۲     |
| ۱۳            | مهدی کیانی        | ۲        | ۰            | ۰         | ۲     |
| ۱۳            | سیدمهدی سیدصالحی  | ۲        | ۰            | ۰         | ۲     |
| ۱۳            | مرتضی اسدی        | ۲        | ۰            | ۰         | ۲     |
| ۱۸            | عقیل اعتمادی      | ۱        | ۰            | ۰         | ۱     |
| ۱۸            | علی‌رضا جلیلی      | ۱        | ۰            | ۰         | ۱     |
| ۱۸            | مهدی کریمیان      | ۱        | ۰            | ۰         | ۱     |
| ۱۸            | مسعود ابراهیم‌زاده | ۱        | ۰            | ۰         | ۱     |
| ۱۸            | محمد ایرانپوریان  | ۱        | ۰            | ۰         | ۱     |
| مجموع کارت ها | مجموع کارت ها     | ۴۵       | ۱            | ۱         |       |

- جواد کاظمیان در نیم فصل اول بازیکن تیم پرسپولیس بود و دو کارت زرد در این تیم دریافت کرده بود و با دریافت یک کارت زرد در هفتهٔ بیستم رقابت‌ها، هفتهٔ بیست و یکم محروم است.

## آمار بازیکنان

### کاپیتان
- مرتضی اسدی

### گلزنان
- سید مهدی سیدصالحی با ۱۶ گل در رتبه ۲ جدول گلزنان این دوره لیگ برتر قرار گرفت.

### پاس گل
- قاسم دهنوی با ۸ پاس گل در رتبه ۳ جدول پاس گل این دوره لیگ برتر قرار گرفت.

### کارت
- محمد نصرتی با دریافت ۶ کارت زرد

### بیشترین بازی
- مهدی کیانی با ۳۰۱۴ دقیقه بازی

## عملکرد تیم در جام حذفی ۹۲–۱۳۹۱
| مرحله دوم حذفی | تاریخ برگزاری | ساعت برگزاری | استادیوم          | تیم میزبان  | نتیجه                | تیم مهمان   | فیلم خلاصه بازی‌ها | جزئیات بازی‌ها | داور | تماشاگران تراکتور | گل‌های تراکتور | کارت‌های تراکتور | توضیحات                                          |
| -------------- | ------------- | ------------ | ----------------- | ----------- | -------------------- | ----------- | ----------------- | ------------- | ---- | ----------------- | ------------- | --------------- | ------------------------------------------------ |
| یک‌شانزدهم      | ۱۳۹۱/۰۹/۲۴    | ۱۴:۱۵        | یادگار امام تبریز | تراکتورسازی | تراکتورسازی صعود کرد | آلومینیوم   | -                 | جزئیات        | -    | -                 | -             | -               | آلومینیوم از مسابقات انصراف داد.                 |
| یک‌هشتم         | ۱۳۹۱/۰۹/۳۰    | ۱۴:۰۰        | عضدی رشت          | داماش گیلان | ۱-۱ (۴-۵)            | تراکتورسازی | فیلم              | جزئیات        | زرگر | ۲٬۰۰۰             | '۲۶ سیدصالحی  | لوپز اسدی       | داماش گیلان با حساب ۵-۴ در ضربات پنالتی پیروز شد |

|  | یک هشتم نهایی     | یک هشتم نهایی   |                |      | یک چهارم نهایی | یک چهارم نهایی |  |  | نیمه نهایی | نیمه نهایی |  |  | فینال | فینال |
|  |                   |                 |                |      |                |                |  |  |            |            |  |  |       |       |
|  |                   |                 |                |      |                |                |  |  |            |            |  |  |       |       |
|  |                   |                 |                |      |                |                |  |  |            |            |  |  |       |       |
|  | تراکتورسازی تبریز | (۴)۱            |                |      |                |                |  |  |            |            |  |  |       |       |
|  | تراکتورسازی تبریز | (۴)۱            |                |      |                |                |  |  |            |            |  |  |       |       |
|  | داماش گیلان       | (۵)۱            |                |      |                |                |  |  |            |            |  |  |       |       |
|  | داماش گیلان       | (۵)۱            | داماش گیلان    | (۴)۰ |                |                |  |  |            |            |  |  |       |       |
|  |                   |                 | داماش گیلان    | (۴)۰ |                |                |  |  |            |            |  |  |       |       |
|  |                   | فجر سپاسی       | (۳)۰           |      |                |                |  |  |            |            |  |  |       |       |
|  | سایپای شمال       | فجر سپاسی       | (۳)۰           | (۲)۱ |                |                |  |  |            |            |  |  |       |       |
|  | سایپای شمال       |                 |                | (۲)۱ |                |                |  |  |            |            |  |  |       |       |
|  | فجر سپاسی         | (۳)۱            |                |      |                |                |  |  |            |            |  |  |       |       |
|  | فجر سپاسی         | (۳)۱            | داماش گیلان    | (۳)۱ |                |                |  |  |            |            |  |  |       |       |
|  |                   |                 | داماش گیلان    | (۳)۱ |                |                |  |  |            |            |  |  |       |       |
|  |                   | پرسپولیس تهران  | (۵)۱           |      |                |                |  |  |            |            |  |  |       |       |
|  | ذوب آهن           | پرسپولیس تهران  | (۵)۱           | ۱    |                |                |  |  |            |            |  |  |       |       |
|  | ذوب آهن           |                 |                | ۱    |                |                |  |  |            |            |  |  |       |       |
|  | شهرداری یاسوج     | ۰               |                |      |                |                |  |  |            |            |  |  |       |       |
|  | شهرداری یاسوج     | ۰               | ذوب آهن        | ۰    |                |                |  |  |            |            |  |  |       |       |
|  |                   |                 | ذوب آهن        | ۰    |                |                |  |  |            |            |  |  |       |       |
|  |                   | پرسپولیس        | ۱              |      |                |                |  |  |            |            |  |  |       |       |
|  | نفت تهران         | پرسپولیس        | ۱              | ۱    |                |                |  |  |            |            |  |  |       |       |
|  | نفت تهران         |                 |                | ۱    |                |                |  |  |            |            |  |  |       |       |
|  | پرسپولیس          | ۴               |                |      |                |                |  |  |            |            |  |  |       |       |
|  | پرسپولیس          | ۴               | پرسپولیس تهران | (۲)۲ |                |                |  |  |            |            |  |  |       |       |
|  |                   |                 | پرسپولیس تهران | (۲)۲ |                |                |  |  |            |            |  |  |       |       |
|  |                   | سپاهان          | (۴)۲           |      |                |                |  |  |            |            |  |  |       |       |
|  | سپاهان            | سپاهان          | (۴)۲           | ۱    |                |                |  |  |            |            |  |  |       |       |
|  | سپاهان            |                 |                | ۱    |                |                |  |  |            |            |  |  |       |       |
|  | مس رفسنجان        | ۰               |                |      |                |                |  |  |            |            |  |  |       |       |
|  | مس رفسنجان        | ۰               | سپاهان         | ۲    |                |                |  |  |            |            |  |  |       |       |
|  |                   |                 | سپاهان         | ۲    |                |                |  |  |            |            |  |  |       |       |
|  |                   | صنعت نفت آبادان | ۰              |      |                |                |  |  |            |            |  |  |       |       |
|  | راه آهن           | صنعت نفت آبادان | ۰              | ۲    |                |                |  |  |            |            |  |  |       |       |
|  | راه آهن           |                 |                | ۲    |                |                |  |  |            |            |  |  |       |       |
|  | صنعت نفت آبادان   | ۳               |                |      |                |                |  |  |            |            |  |  |       |       |
|  | صنعت نفت آبادان   | ۳               | سپاهان         | (۵)۱ |                |                |  |  |            |            |  |  |       |       |
|  |                   |                 | سپاهان         | (۵)۱ |                |                |  |  |            |            |  |  |       |       |
|  |                   | استقلال تهران   | (۴)۱           |      | رده‌بندی        | رده‌بندی        |  |  |            |            |  |  |       |       |
|  | ابومسلم مشهد      | استقلال تهران   | (۴)۱           | ۲    | رده‌بندی        | رده‌بندی        |  |  |            |            |  |  |       |       |
|  | ابومسلم مشهد      |                 |                | ۲    |                |                |  |  |            |            |  |  |       |       |
|  | صبای قم           | ۱               |                |      |                |                |  |  |            |            |  |  |       |       |
|  | صبای قم           | ۱               | ابومسلم مشهد   | ۰    | داماش گیلان    | ؟              |  |  |            |            |  |  |       |       |
|  |                   |                 | ابومسلم مشهد   | ۰    | داماش گیلان    | ؟              |  |  |            |            |  |  |       |       |
|  |                   | استقلال تهران   | ۵              |      | استقلال تهران  | ؟              |  |  |            |            |  |  |       |       |
|  | استقلال تهران     | استقلال تهران   | ۵              | ۱    | استقلال تهران  | ؟              |  |  |            |            |  |  |       |       |
|  | استقلال تهران     |                 |                | ۱    |                |                |  |  |            |            |  |  |       |       |
|  | گهر درود          | ۰               |                |      |                |                |  |  |            |            |  |  |       |       |
|  | گهر درود          | ۰               |                |      |                |                |  |  |            |            |  |  |       |       |

### آمار بازیکنان در در جام حذفی ۹۲–۱۳۹۱

#### گل‌ها
| رتبه   | بازیکن             | گل‌ها |
| ------ | ------------------ | ---- |
| ۱      | سید مهدی سید صالحی | ۱    |
| پنالتی | مهدی کیانی         | ۱    |
| پنالتی | فلاویو لوپز        | ۱    |
| پنالتی | محمد ایران‌پوریان   | ۱    |
| پنالتی | محمد ابراهیمی      | ۱    |

### حاشیه‌ها
- پنالتی اول توسط مهدی کیانی، پنالتی دوم توسط فلاویو لوپز، پنالتی سوم توسط محمد ایران‌پوریان و پنالتی چهارم توسط محمد ابراهیمی گل شد.
- مرتضی اسدی در بازی تراکتور - داماش، پنجمین ضربهٔ پنالتی را نتوانست به گل تبدیل کند. شیرجهٔ دقیق و سریع رودباریان او را در این راه ناکام گذاشت.
- محمدحسین جعفری بعد از بازی داماش با تراکتورسازی، در روز ۳۰ آذر ۱۳۹۱ از هواداران این باشگاه طلب حلالیت کرده و مسئولیت حذف تیم از جام حذفی را بر عهده گرفت. او بعد از حضور دو و نیم ساله در عرصه مدیریت این باشگاه، از سمت خود استعفا داد؛ اما در نهایت هیئت مدیره باشگاه با استعفای وی موافقت نکرد.

#### کارت‌ها
| رتبه          | بازیکن        | کارت زرد | کارت زرد دوم | کارت قرمز | مجموع |
| ------------- | ------------- | -------- | ------------ | --------- | ----- |
| ۱             | مرتضی اسدی    | ۱        | ۰            | ۰         | ۱     |
| ۱             | فلاویو لوپز   | ۱        | ۰            | ۰         | ۱     |
| مجموع کارت ها | مجموع کارت ها | ۲        | ۰            | ۰         | ۲     |

## عملکرد تیم در لیگ قهرمانان آسیا ۲۰۱۳
ساعت بازی‌ها، به وقت تهران هستند. 

### مرحله گروهی
| بازی‌های گروه A | تاریخ برگزاری | ساعت برگزاری | استادیوم            | تیم میزبان     | نتیجه | تیم مهمان      | فیلم خلاصه بازی‌ها | جزئیات بازی‌ها | داور     | تماشاگران تراکتور | گل‌های تراکتور                             | کارت‌های تراکتور        | امتیاز | رتبه |
| -------------- | ------------- | ------------ | ------------------- | -------------- | ----- | -------------- | ----------------- | ------------- | -------- | ----------------- | ----------------------------------------- | ---------------------- | ------ | ---- |
| ۱              | ۱۳۹۱/۱۲/۸     | ۱۶:۳۰        | یادگار امام تبریز   | تراکتورسازی    | ۱-۳   | الجزیره امارات | فیلم              | جزئیات        | های      | ۸۱۱۱۵             | ۳۷'سیدصالحی · ۶۹'کاظمیان · ۸۱'ابراهیم‌زاده | '۳۷ ابراهیمی '۶۹نصرتی  | ۳      | ۱    |
| ۲              | ۱۳۹۱/۱۲/۲۲    | ۱۹:۰۰        | احمد بن علی ریان    | الجیش قطر      | ۳-۳   | تراکتورسازی    | فیلم              | جزئیات        | نیشیمورا | ۵۰                | ۲۴'فلاویو · ۵۱'سیدصالحی · ۹۰'گیلسون       | -                      | ۴      | ۱    |
| ۳              | ۱۳۹۲/۰۱/۱۳    | ۲۰:۳۵        | ملک فهد ریاض        | الشباب عربستان | ۰-۱   | تراکتورسازی    | فیلم              | جزئیات        | کیم      | ۵۰                | -                                         | '۶۱کیانی '۹۰+۴سیدصالحی | ۴      | ۲    |
| ۴              | ۱۳۹۲/۰۱/۲۱    | ۲۰:۱۵        | یادگار امام تبریز   | تراکتورسازی    | ۱-۰   | الشباب عربستان | فیلم              | جزئیات        | والنتین  | ۵۱۳۳۰             | -                                         | '۶۷اسدی '۶۸ابراهیم‌زاده | ۴      | ۳    |
| ۵              | ۱۳۹۲/۰۲/۰۴    | ۱۹:۱۵        | محمد بن زاید ابوظبی | الجزیره امارات | ۰-۲   | تراکتورسازی    | فیلم              | جزئیات        | دلوفسکی  | ۵۰۰               |                                           | '۴۵+۱اسدی              | ۴      | ۴    |
| ۶              | ۱۳۹۲/۰۲/۱۱    | ۲۱:۵۰        | یادگار امام تبریز   | تراکتورسازی    | ۴-۲   | الجیش قطر      | فیلم              | جزئیات        | کیم      | ۱۱۰۰              | ۲' ۶۶'گیلسون                              | '۶۷نصرتی '۷۰خوش‌هوا     | ۴      | ۴    |

#### جدول لیگ قهرمانان آسیا گروه A
| تیم            | بازی | برد | تساوی | باخت | گل‌زده | گل‌خورده | تفاضل‌گل | امتیاز |
| -------------- | ---- | --- | ----- | ---- | ----- | ------- | ------- | ------ |
| الشباب عربستان | ۶    | ۴   | ۱     | ۱    | ۷     | ۵       | ۲+      | ۱۳     |
| الجیش          | ۶    | ۳   | ۲     | ۱    | ۱۴    | ۹       | ۵+      | ۱۱     |
| الجزیره        | ۶    | ۱   | ۲     | ۳    | ۷     | ۱۰      | ۳-      | ۵      |
| تراکتورسازی    | ۶    | ‍‍۱   | ۱     | ۴    | ۸     | ۱۲      | ۴-      | ۴      |

### آمار بازیکنان در لیگ قهرمانان آسیا ۲۰۱۳

#### گل‌ها
| رتبه         | بازیکن       | گل‌ها |
| ------------ | ------------ | ---- |
| ۱            | گیلسون       | ۳    |
| ۲            | سیدصالحی     | ۲    |
| ۳            | کاظمیان      | ۱    |
| ۳            | فلاویو       | ۱    |
| ۳            | ابراهیم‌زاده  | ۱    |
| کل گل‌ها      | کل گل‌ها      | ۸    |
| کل بازی‌ها    | کل بازی‌ها    | ۶    |
| میانگین گل‌ها | میانگین گل‌ها | ۱٫۳۳ |

#### پاس گل‌ها
| رتبه | بازیکن           | پاس گل |
| ---- | ---------------- | ------ |
| ۱    | فلاویو لوپز      | ۳      |
| ۲    | سیدمهدی سیدصالحی | ۱      |
| ۲    | جاناتان پریرا    | ۱      |
| ۲    | قاسم دهنوی       | ۱      |
| ۲    | جواد کاظمیان     | ۱      |
| ۲    | مهدی کریمیان     | ۱      |

#### کارت‌ها
| رتبه          | بازیکن            | کارت زرد | کارت زرد دوم | کارت قرمز | مجموع |
| ------------- | ----------------- | -------- | ------------ | --------- | ----- |
| ۱             | محمد نصرتی        | ۲        | ۰            | ۰         | ۲     |
| ۱             | مرتضی اسدی        | ۲        | ۰            | ۰         | ۲     |
| ۱             | محمد ابراهیمی     | ۱        | ۱            | ۰         | ۲     |
| ۲             | سیدمهدی سیدصالحی  | ۱        | ۰            | ۰         | ۱     |
| ۲             | مهدی کیانی        | ۱        | ۰            | ۰         | ۱     |
| ۲             | نوید خوش‌هوا       | ۱        | ۰            | ۰         | ۱     |
| ۲             | مسعود ابراهیم‌زاده | ۱        | ۰            | ۰         | ۱     |
| مجموع کارت ها | مجموع کارت ها     | ۹        | ۱            | ۰         | ۱۰    |

## حکم‌های صادرشده توسط کمیته انضباطی در رابطه با باشگاه
| عنوان شکایت                                                        | تاریخ صدور | شاکیان                 | متشاکیان                         | گروه شکایت                        | شرح شکایت | رای صادره |
| ------------------------------------------------------------------ | ---------- | ---------------------- | -------------------------------- | --------------------------------- | --- | --- |
| عدم حضور ژوآئو ویللا در تمرینات و مسابقات تیم تراکتورسازی تبریز    | ۱۳۹۱/۱۰/۰۴ | تراکتورسازی تبریز      | ژوآئو ویللا                      | عدم تمکین بازیکن از مقررات باشگاه | ژوآئو ویللا از تاریخ ۹ آبان ۱۳۹۱ در تمرینات تیم تراکتورسازی تبریز غیبت داشته و این باشگاه را با ضرر روبرو کرده‌است از جمله اینکه قرارداد این بازیکن مانع از استخدام بازیکن جایگزین شده‌است.                                                                                      | کمیته انضباطی با توجه به غیبت بازیکن، فسخ قرارداد را اعلام کرد. شرایط فسخ قرارداد به این شرح است: ۱-فسخ قرارداد صرفاً مربوط به مدت قرارداد است و تعهدات مالی بین دو طرف مطابق قرارداد اولیه به قوت خود باقی است. ۲- چنانچه طرفین درباره تسویه حساب یا توافق مالی به نتیجه نرسند، موضوع تعهد مالی به شرح جداگانه قابل طرح در ارکان قضایی فدراسیون است. ۳- سازمان لیگ که قراردادهای مذکور تحت نظر آن تنظیم شده‌است راجع به نحوه فصل مالی طرفین اختیار دخالت خواهد داشت. |
| عدم حضور آنسلمو کاردوزو در تمرینات و مسابقات تیم تراکتورسازی تبریز | ۱۳۹۱/۱۰/۰۴ | تراکتورسازی تبریز      | آنسلمو کاردوزو                   | عدم تمکین بازیکن از مقررات باشگاه | آنسلمو کاردوزو از تاریخ ۹ آبان ۱۳۹۱ در تمرینات تیم تراکتورسازی تبریز غیبت داشته و این باشگاه را با ضرر روبرو کرده‌است از جمله اینکه قرارداد این بازیکن مانع از استخدام بازیکن جایگزین شده‌است.                                                                                   | کمیته انضباطی با توجه به غیبت بازیکن، فسخ قرارداد را اعلام کرد. شرایط فسخ قرارداد به این شرح است: ۱-فسخ قرارداد صرفاً مربوط به مدت قرارداد است و تعهدات مالی بین دو طرف مطابق قرارداد اولیه به قوت خود باقی است. ۲- چنانچه طرفین درباره تسویه حساب یا توافق مالی به نتیجه نرسند، موضوع تعهد مالی به شرح جداگانه قابل طرح در ارکان قضایی فدراسیون است. ۳- سازمان لیگ که قراردادهای مذکور تحت نظر آن تنظیم شده‌است راجع به نحوه فصل مالی طرفین اختیار دخالت خواهد داشت. |
| شکایت سیاوش اکبرپور از باشگاه تراکتورسازی تبریز                    | ۱۳۹۱/۱۰/۰۲ | سیاوش اکبرپور          | تراکتورسازی تبریز                | عدم تسویه حساب مالی               | سیاوش اکبرپور طی شکایتی خواستار مطالبه وجه خود به مبلغ یک میلیارد و نهصد و شصت میلیون ریال شد که نماینده باشگاه با قبول بدهکاری اعلام کرد که باشگاه مبلغ یک میلیارد و سیصد و شصت و دو میلیون ریال بدهکار است.                                                                  | کمیته انضباطی پس از بررسی مدارک نماینده باشگاه و قرارداد ثبتی بین بازیکن و باشگاه، تراکتورسازی تبریز را به پرداخت مبلغ یک میلیارد و سیصد و شصت و دو میلیون ریال در وجه اکبرپور محکوم کرد. |
| شکایت اردشیر قلعه‌نوعی از باشگاه تراکتورسازی تبریز                  | ۱۳۹۱/۰۹/۲۸ | اردشیر قلعه نویی       | تراکتورسازی تبریز                | عدم تسویه حساب مالی               | اردشیر قلعه نویی طی شکایتی از باشگاه تراکتورسازی خواستار مطالبه وجه خود به مبلغ سه میلیارد و پانصد میلیون ریال وجه مانده قراردادش با باشگاه تراکتورسازی شد که کمیته انضباطی اقدام به بررسی قرارداد، متمم قرارداد، برگزاری جلسات مختلف با حضور طرفین، نمایندگان و وکلایشان کرد. | با توجه به موارد ذکر شده متمم قرارداد داخلی که خواهان با استناد به آن درخواست رسیدگی کرده از نظر مقررات استنادی قابل استناد نبوده و فاقد اعتبار است، بنابراین کمیته انضباطی درخواست قلعه نوعی که اقرار به دریافت وجوهی مازاد بر سقف تعیین شده و مرقوم در قرارداد رسمی دارد را رد کرد. |
| دیدار پرسپولیس و تراکتورسازی تبریز                                 | ۱۳۹۱/۰۹/۲۱ | آیین‌نامه کمیته انضباطی | تراکتورسازی تبریز                | تخلف تماشاگران                    | تماشاگران تیم تراکتورسازی با استفاده از الفاظ رکیک نسبت به تیم پرسپولیس، مرتکب تخلف شدند. | کمیته انضباطی با استناد به بند ۴ ماده ۲۲ آیین‌نامه انضباطی، باشگاه تراکتورسازی را به پرداخت ده میلیون ریال جریمه نقدی محکوم کرد. |
| دیدار پرسپولیس و تراکتورسازی تبریز                                 | ۱۳۹۱/۰۹/۲۱ | آیین‌نامه کمیته انضباطی | تراکتورسازی تبریز                | تاخیر در ورود به زمین مسابقه      | تیم تراکتورسازی در نیمه دوم با دو دقیقه تاخیر وارد زمین مسابقه شد. | به استناد بند ۱۱ ماده ۲۲ آیین‌نامه انضباطی باشگاه تراکتورسازی به پرداخت شش میلیون ریال جریمه نقدی محکوم شد. |
| دیدار تراکتورسازی تبریز و فجر سپاسی                                | ۱۳۹۱/۰۹/۰۱ | سازمان لیگ برتر        | هیئت فوتبال استان آذربایجان شرقی | نقض قوانین                        | سازمان لیگ برتر طی نامه‌ای به کمیته انضباطی عنوان کرده‌است که در این بازی علی‌رغم حضور هفتاد هزار تماشاگر، بر خلاف مقررات بلیط فروشی انجام نشده است. | کمیته انضباطی پس از بررسی و احتساب هفتاد هزار بلیط بیست هزار ریالی، هیئت فوتبال استان آذربایجان شرقی را محکوم به پرداخت یک میلیارد و سیصد و بیست و سه میلیون ریال در وجه سازمان لیگ برتر کرد. |
| دیدار سپاهان و تراکتورسازی                                         | ۱۳۹۱/۰۸/۱۴ | آیین‌نامه کمیته انضباطی | تراکتورسازی تبریز                | تاخیر در ورود به زمین مسابقه      | تیم تراکتورسازی در نیمه دوم با ۱ دقیقه تاخیر وارد زمین مسابقه شد. | به استناد بند ۱۱ ماده ۲۲ آیین‌نامه انضباطی باشگاه تراکتورسازی به پرداخت سه میلیون ریال جریمه نقدی محکوم شد. |

## عملکرد تیم در بازی‌های تدارکاتی و دوستانه
- تراکتورسازی تبریز ۰ - قره باغ آذربایجان ۱
- تراکتورسازی تبریز ۲ (زنندهٔ گل‌ها: سید مهدی سید صالحی، سید محسن حسینی) - ولگای روسیه ۱
- تراکتورسازی تبریز ۱ (زنندهٔ گل: ژائو ویللا) - گسترش فولاد تبریز ۱ (دوشنبه ۳۰ مرداد ۱۳۹۱)
- تراکتورسازی تبریز ۵ (زنندهٔ گل‌ها: مسعود ابراهیم زاده، مصطفی اکرامی، عقیل اعتمادی) - هنرمندان ایران ۳ (سه شنبه ۳۱ مرداد ۱۳۹۱) (بازی خیرخواهانه جهت حمایت از زلزله زدگان آذربایجان شرقی)
- تراکتورسازی تبریز ۵ (زنندهٔ گل‌ها: آنسلمو کاردوزو، فرزاد حاتمی، مهدی کریمیان، ابراهیم عابدنژاد، شهرام عبادزاده) - شهرداری ساووجبلاغ (مهاباد) ۰ (دوشنبه ۲۰ شهریور ۱۳۹۱)
- تراکتورسازی تبریز (ذخیره‌ها) ۲ - تراکتورسازی تبریز (امید) ۱
- تراکتورسازی تبریز ۷ (زنندهٔ گل‌ها: ژوآئو ویللا(۲۵و۵۱)، فلاویو لوپز(۲۸)، فرزاد حاتمی(۳۷)، سید مهدی سید صالحی(۴۵)، ابراهیم عابدنژاد(۸۶)، محمد ابراهیمی(۸۸)) - ماشین‌سازی تبریز ۱ (دوشنبه ۲۴ مهر ۱۳۹۱)
- تراکتورسازی تبریز ۶ - بازرگانی مصطفی لو ۰ (دوشنبه ۲۲ آبان ۱۳۹۱)
- تراکتورسازی تبریز (ذخیره‌ها) ۳ (زنندهٔ گل‌ها: مسعود ابراهیم‌زاده، گیلسون، جاناتان) - تراکتورسازی تبریز (امید) ۱ (زنندهٔ گل‌ها: علیرضا آسمانی) (سه شنبه ۱۹ دی ۱۳۹۱)
- تراکتورسازی تبریز (ذخیره‌ها) - تراکتورسازی تبریز (امید) (دوشنبه ۲۵ دی ۱۳۹۱ ساعت ۱۱:۰۰)

## زلزله
- بازیکنان و هواداران تراکتورسازی در بازی با نفت آبادان در تبریز برای همدردی با زلزله‌زدگان آذربایجان شرقی سیاه‌پوش شده بودند.

## کارکنان و لباس‌ها
| باشگاه      | سرمربی        | کاپیتان    | سازنده البسه | تبلیغ پیراهن      | فصل قبل     |
| ----------- | ------------- | ---------- | ------------ | ----------------- | ----------- |
| تراکتورسازی | تونی اولیویرا | مرتضی اسدی | اول‌اشپورت    | جوانان خیر و کوثر | نایب قهرمان |